# Sport-Club Freiburg 2010-2011
Questa voce raccoglie le informazioni riguardanti lo Sport-Club Freiburg nelle competizioni ufficiali della stagione 2010-2011.

## Stagione
Nella stagione 2010-2011 il Friburgo, allenato da Robin Dutt, concluse il campionato di Bundesliga al 9º posto. In coppa di Germania il Friburgo fu eliminato al secondo turno dall'Energie Cottbus.

## Rosa
| N. |                                 | Ruolo | Calciatore         |
| -- | ------------------------------- | ----- | ------------------ |
| 37 | Germania (bandiera)             | P     | Oliver Baumann     |
| 1  | Francia (bandiera)              | P     | Simon Pouplin      |
| 26 | Germania (bandiera)             | P     | Manuel Salz        |
| 36 | Germania (bandiera)             | P     | Alexander Schwolow |
| 15 | Germania (bandiera)             | D     | Oliver Barth       |
| 3  | Germania (bandiera)             | D     | Felix Bastians     |
| 5  | Germania (bandiera)             | D     | Heiko Butscher     |
| 2  | Rep. Ceca (bandiera)            | D     | Pavel Krmaš        |
| 24 | Bosnia ed Erzegovina (bandiera) | D     | Mensur Mujdža      |
| 58 | Turchia (bandiera)              | D     | Ömer Toprak        |
| 28 | Stati Uniti (bandiera)          | D     | Daniel Williams    |
| 6  | Marocco (bandiera)              | C     | Yacine Abdessadki  |
| 40 | Germania (bandiera)             | C     | Daniel Caligiuri   |
| 18 | Germania (bandiera)             | C     | Johannes Flum      |
| 31 | Germania (bandiera)             | C     | Nicolas Höfler     |

| N. |                         | Ruolo | Calciatore        |
| -- | ----------------------- | ----- | ----------------- |
| 38 | Germania (bandiera)     | C     | Nicolai Lorenzoni |
| 7  | RD del Congo (bandiera) | C     | Cédric Makiadi    |
| 10 | Romania (bandiera)      | C     | Maximilian Nicu   |
| 14 | Croazia (bandiera)      | C     | Zvonko Pamić      |
| 21 | Bielorussia (bandiera)  | C     | Anton Putilo      |
| 8  | Germania (bandiera)     | C     | Jan Rosenthal     |
| 32 | Francia (bandiera)      | C     | Jonathan Schmid   |
| 23 | Germania (bandiera)     | C     | Julian Schuster   |
| 13 | Danimarca (bandiera)    | A     | Tommy Bechmann    |
| 34 | Kosovo (bandiera)       | A     | Shqipon Bektashi  |
| 9  | Senegal (bandiera)      | A     | Papiss Cissé      |
| 11 | Francia (bandiera)      | A     | Jonathan Jäger    |
| 19 | Slovacchia (bandiera)   | A     | Erik Jendrišek    |
| 27 | Germania (bandiera)     | A     | Stefan Reisinger  |
| 22 | Giappone (bandiera)     | A     | Kishō Yano        |

## Organigramma societario
Area tecnica
- Allenatore: Robin Dutt
- Allenatore in seconda: Patrick Baier, Damir Burić, Christian Streich
- Preparatore dei portieri: Marco Langner
- Preparatori atletici: Simon Ickert

## Risultati

### Bundesliga

#### Girone di andata
| Arbitro: | Drees |

|           |           |                                      |
| Cissé 78’ | Marcatori | 83’ Boll 89’ Sukuta-Pasu 90’ Bartels |

| Arbitro: | Welz |

|              |           |                       |
| Schieber 14’ | Marcatori | 41’ (rig.), 53’ Cissé |

| Arbitro: | Sippel |

|                        |           |                |
| Cissé 58’ Schuster 72’ | Marcatori | 27’ Pogrebnjak |

| Arbitro: | Perl |

|  |           |               |
|  | Marcatori | 89’ Rosenthal |

| Arbitro: | Zwayer |

|           |           |                          |
| Cissé 69’ | Marcatori | 9’ Rakitić 87’ Huntelaar |

| Arbitro: | Schmidt |

|                  |           |           |
| Grafite 25’, 64’ | Marcatori | 36’ Cissé |

| Arbitro: | Drees |

|                             |           |                            |
| Rosenthal 4’, 11’ Cissé 70’ | Marcatori | 22’ Mohamad 50’ Matuszczyk |

| Arbitro: | Rafati |

|                      |           |              |
| Hunt 33’ Almeida 73’ | Marcatori | 62’ Schuster |

| Arbitro: | Aytekin |

|                         |           |            |
| Cissé 35’ Reisinger 60’ | Marcatori | 8’ Morávek |

| Arbitro: | Gagelmann |

|                                                 |           |                                    |
| Demichelis 39’ Gómez 61’ Tymoščuk 72’ Kroos 80’ | Marcatori | 64’ Reisinger 87’ (aut.) Braafheid |

| Arbitro: | Stark |

|                  |           |  |
| Cissé 64’ (rig.) | Marcatori |  |

| Arbitro: | Zwayer |

|  |           |           |
|  | Marcatori | 90’ Cissé |

| Arbitro: | Fritz |

|                    |           |                                   |
| Hummels 27’ (aut.) | Marcatori | 75’ Lewandowski 78’ (aut.) Mujdža |

| Arbitro: | Sippel |

|                                     |           |  |
| Schlaudraff 15’ Konan 73’ Hanke 89’ | Marcatori |  |

| Arbitro: | Welz |

|          |           |  |
| Cissé 3’ | Marcatori |  |

| Arbitro: | Stark |

|                          |           |  |
| Cissé 19’, 59’ Barth 41’ | Marcatori |  |

| Arbitro: | Seemann |

|                             |           |                             |
| Vidal 16’ (rig.) Helmes 75’ | Marcatori | 24’ Rosenthal 65’ Reisinger |

#### Girone di ritorno
| Arbitro: | Wingenbach |

|                        |           |                |
| Ebbers 13’ Asamoah 68’ | Marcatori | 61’, 75’ Cissé |

| Arbitro: | Fritz |

|          |           |              |
| Flum 32’ | Marcatori | 56’ Schieber |

| Arbitro: | Drees |

|  |           |          |
|  | Marcatori | 24’ Flum |

| Friburgo in Brisgovia 6 febbraio 2011, ore 17:30 CET 21ª giornata | Friburgo | 0 – 0 referto | Eintracht Francoforte | Badenova-Stadion (21 900 spett.)\| Arbitro: \| Meyer \| |
| Arbitro:                                                          | Meyer    |               |                       |                                                         |

| Arbitro: | Welz |

|            |           |  |
| Farfán 49’ | Marcatori |  |

| Arbitro: | Hartmann |

|                         |           |            |
| Reisinger 43’ Cissé 69’ | Marcatori | 28’ Helmes |

| Arbitro: | Dingert |

|              |           |  |
| Podolski 89’ | Marcatori |  |

| Arbitro: | Kircher |

|                  |           |                                  |
| Cissé 49’ (rig.) | Marcatori | 12’ Wagner 76’ Pizarro 90’ Marin |

| Arbitro: | Sippel |

|                      |           |                  |
| Nemec 34’ Hoffer 90’ | Marcatori | 21’ (aut.) Nemec |

| Arbitro: | Gagelmann |

|           |           |                     |
| Cissé 17’ | Marcatori | 9’ Gómez 88’ Ribéry |

| Arbitro: | Schmidt |

|             |           |          |
| Allagui 74’ | Marcatori | 1’ Cissé |

| Arbitro: | Stark |

|                                            |           |                               |
| Schuster 23’ Cissé 60’ (rig.) Butscher 78’ | Marcatori | 34’ (rig.) Ibišević 42’ Babel |

| Arbitro: | Zwayer |

|                                          |           |  |
| Götze 23’ Lewandowski 43’ Großkreutz 78’ | Marcatori |  |

| Arbitro: | Wingenbach |

|               |           |                                           |
| Rosenthal 79’ | Marcatori | 24’ Abdellaoue 31’ Schlaudraff 58’ Rausch |

| Arbitro: | Winkmann |

|  |           |                |
|  | Marcatori | 16’, 88’ Cissé |

| Arbitro: | Weiner |

|                    |           |  |
| Hanke 80’ Reus 82’ | Marcatori |  |

| Arbitro: | Zwayer |

|  |           |              |
|  | Marcatori | 45’ Balitsch |

### Coppa di Germania
| Arbitro: | Steinhaus |

|  |           |           |
|  | Marcatori | 13’ Cissé |

| Arbitro: | Kinhöfer |

|                            |           |           |
| Kruska 38’ (rig.) Jula 80’ | Marcatori | 66’ Cissé |

## Statistiche

### Statistiche di squadra
| Competizione      | Punti | In casa | In casa | In casa | In casa | In casa | In casa | In trasferta | In trasferta | In trasferta | In trasferta | In trasferta | In trasferta | Totale | Totale | Totale | Totale | Totale | Totale | DR |
| Competizione      | Punti | G       | V       | N       | P       | Gf      | Gs      | G            | V            | N            | P            | Gf           | Gs           | G      | V      | N      | P      | Gf     | Gs     | DR |
| ----------------- | ----- | ------- | ------- | ------- | ------- | ------- | ------- | ------------ | ------------ | ------------ | ------------ | ------------ | ------------ | ------ | ------ | ------ | ------ | ------ | ------ | -- |
| Bundesliga        | 44    | 17      | 8       | 2       | 7       | 24      | 24      | 17           | 5            | 3            | 9            | 17           | 26           | 34     | 13     | 5      | 16     | 41     | 50     | -9 |
| Coppa di Germania | -     | 0       | 0       | 0       | 0       | 0       | 0       | 2            | 1            | 0            | 1            | 2            | 2            | 2      | 1      | 0      | 1      | 2      | 2      | 0  |
| Totale            | -     | 17      | 8       | 2       | 7       | 24      | 24      | 19           | 6            | 3            | 10           | 19           | 28           | 36     | 14     | 5      | 17     | 43     | 52     | -9 |

### Andamento in campionato
| Giornata  | 1  | 2  | 3 | 4 | 5 | 6 | 7 | 8 | 9 | 10 | 11 | 12 | 13 | 14 | 15 | 16 | 17 | 18 | 19 | 20 | 21 | 22 | 23 | 24 | 25 | 26 | 27 | 28 | 29 | 30 | 31 | 32 | 33 | 34 |
| --------- | -- | -- | - | - | - | - | - | - | - | -- | -- | -- | -- | -- | -- | -- | -- | -- | -- | -- | -- | -- | -- | -- | -- | -- | -- | -- | -- | -- | -- | -- | -- | -- |
| Luogo     | C  | T  | C | T | C | T | C | T | C | T  | C  | T  | C  | T  | C  | C  | T  | T  | C  | T  | C  | T  | C  | T  | C  | T  | C  | T  | C  | T  | C  | T  | T  | C  |
| Risultato | P  | V  | V | V | P | P | V | P | V | P  | V  | V  | P  | P  | V  | V  | N  | N  | N  | V  | N  | P  | V  | P  | P  | P  | P  | N  | V  | P  | P  | V  | P  | P  |
| Posizione | 14 | 11 | 7 | 4 | 5 | 7 | 5 | 9 | 7 | 10 | 8  | 4  | 6  | 8  | 5  | 5  | 6  | 6  | 7  | 6  | 6  | 6  | 6  | 7  | 8  | 7  | 8  | 8  | 8  | 8  | 8  | 7  | 8  | 9  |

Legenda:

Luogo: C = Casa; T = Trasferta. Risultato: V = Vittoria; N = Pareggio; P = Sconfitta.

### Statistiche dei giocatori
| Giocatore     | Bundesliga | Bundesliga | Bundesliga  | Bundesliga | Coppa di Germania | Coppa di Germania | Coppa di Germania | Coppa di Germania | Totale   | Totale | Totale      | Totale     |
| Giocatore     | Presenze   | Reti       | Ammonizioni | Espulsioni | Presenze          | Reti              | Ammonizioni       | Espulsioni        | Presenze | Reti   | Ammonizioni | Espulsioni |
| ------------- | ---------- | ---------- | ----------- | ---------- | ----------------- | ----------------- | ----------------- | ----------------- | -------- | ------ | ----------- | ---------- |
| O. Baumann    | 30         | 0          | 0           | 0          | 1                 | 0                 | 0                 | 0                 | 31       | 0      | 0           | 0          |
| S. Pouplin    | 4          | 0          | 1           | 0          | 1                 | 0                 | 0                 | 0                 | 5        | 0      | 1           | 0          |
| M. Salz       | -          | -          | -           | -          | -                 | -                 | -                 | -                 | -        | -      | -           | -          |
| A. Schwolow   | -          | -          | -           | -          | -                 | -                 | -                 | -                 | -        | -      | -           | -          |
| O. Barth      | 29         | 1          | 3           | 0          | 2                 | 0                 | 0                 | 0                 | 31       | 1      | 3           | 0          |
| F. Bastians   | 29         | 0          | 1           | 0          | 2                 | 0                 | 0                 | 0                 | 31       | 0      | 1           | 0          |
| H. Butscher   | 25         | 1          | 3           | 0          | 1                 | 0                 | 0                 | 0                 | 26       | 1      | 3           | 0          |
| P. Krmaš      | 6          | 0          | 0           | 1          | -                 | -                 | -                 | -                 | 6        | 0      | 0           | 1          |
| M. Mujdža     | 32         | 0          | 8           | 0          | 2                 | 0                 | 0                 | 0                 | 34       | 0      | 8           | 0          |
| Ö. Toprak     | 24         | 0          | 2           | 1          | 1                 | 0                 | 0                 | 0                 | 25       | 0      | 2           | 1          |
| D. Williams   | 7          | 0          | 0           | 0          | 2                 | 0                 | 0                 | 0                 | 9        | 0      | 0           | 0          |
| Y. Abdessadki | 21         | 0          | 4           | 0          | 1                 | 0                 | 0                 | 0                 | 22       | 0      | 4           | 0          |
| D. Caligiuri  | 23         | 0          | 2           | 0          | 2                 | 0                 | 0                 | 0                 | 25       | 0      | 2           | 0          |
| J. Flum       | 12         | 2          | 1           | 0          | -                 | -                 | -                 | -                 | 12       | 2      | 1           | 0          |
| N. Höfler     | -          | -          | -           | -          | -                 | -                 | -                 | -                 | -        | -      | -           | -          |
| N. Lorenzoni  | -          | -          | -           | -          | -                 | -                 | -                 | -                 | -        | -      | -           | -          |
| C. Makiadi    | 34         | 0          | 1           | 0          | 1                 | 0                 | 0                 | 0                 | 35       | 0      | 1           | 0          |
| M. Nicu       | 23         | 0          | 0           | 0          | 1                 | 0                 | 0                 | 0                 | 24       | 0      | 0           | 0          |
| Z. Pamić      | 2          | 0          | 0           | 0          | -                 | -                 | -                 | -                 | 2        | 0      | 0           | 0          |
| A. Putilo     | 25         | 0          | 6           | 0          | 1                 | 0                 | 0                 | 0                 | 26       | 0      | 6           | 0          |
| J. Rosenthal  | 22         | 5          | 1           | 0          | 1                 | 0                 | 0                 | 0                 | 23       | 5      | 1           | 0          |
| J. Schmid     | 1          | 0          | 0           | 0          | -                 | -                 | -                 | -                 | 1        | 0      | 0           | 0          |
| J. Schuster   | 26         | 3          | 3           | 0          | 2                 | 0                 | 0                 | 0                 | 28       | 3      | 3           | 0          |
| T. Bechmann   | -          | -          | -           | -          | 1                 | 0                 | 0                 | 0                 | 1        | 0      | 0           | 0          |
| S. Bektashi   | 1          | 0          | 0           | 0          | -                 | -                 | -                 | -                 | 1        | 0      | 0           | 0          |
| P. Cissé      | 32         | 22         | 8           | 0          | 2                 | 2                 | 1                 | 0                 | 34       | 24     | 9           | 0          |
| J. Jäger      | 12         | 0          | 0           | 0          | 1                 | 0                 | 0                 | 0                 | 13       | 0      | 0           | 0          |
| E. Jendrišek  | 8          | 0          | 0           | 0          | -                 | -                 | -                 | -                 | 8        | 0      | 0           | 0          |
| S. Reisinger  | 22         | 4          | 2           | 0          | 1                 | 0                 | 0                 | 0                 | 23       | 4      | 2           | 0          |
| K. Yano       | 15         | 0          | 0           | 0          | -                 | -                 | -                 | -                 | 15       | 0      | 0           | 0          |
| I. Banović    | 2          | 0          | 0           | 1          | -                 | -                 | -                 | -                 | 2        | 0      | 0           | 1          |
| D. Sereinig   | 2          | 0          | 0           | 0          | 1                 | 0                 | 0                 | 0                 | 3        | 0      | 0           | 0          |